# 陋規
陋規是指惯例性收费，中國歷史上多指官吏私下接受賄賂或索求。
陋规一詞最早出自南宋郑兴裔《请禁传馈疏》的奏折: “国计不知，民瘼不恤，敝敝焉往事馈献之陋规。”古代地方官向民眾徵收稅金時，會以運送與鎔鑄等耗損為由，多徵銀兩，稱為火耗或耗羨，但耗羨的範圍大於火耗，耗羨還包含雀鼠耗等。徵納運京的米穀，被雀鼠偷食损耗，稱為雀鼠耗。漢朝時，每缴粮食一石，加耗两斗，后汉隐帝时，雀鼠耗由纳粮一石加耗两斗增到四斗。耗羨作爲中國歷代官員的陋規收入近乎一種公開狀態。明朝實行低薪制，公务人员的薪水只是点缀品，实际上全靠陋规来维持，而朝廷对官吏税外收费亦只能默許。清代更是陋规问题的“集大成”时期，清代正二品总督，每年的俸禄一百五十多两。地方知州的俸禄每年三十七两，知县的俸禄更少，每年才二十七两，“一月俸不足五六日之费”，所謂“升斗之禄有限，而应酬之费无穷”。。另外，州县衙门要维持公务的正常运转,也要靠陋规。清朝地方財政須由地方官員自行解決，官員从耗羡等陋规中搜括民膏，實乃不健全的全國財政体制使然。陋规在弥补财政缺陷上有一定的“合理性”，因此清朝雜派之多，陋規之繁，不勝枚舉。雍正帝曾对陋规加以整治，如推行耗羨歸公和養廉銀的改革達到一定效果。但乾隆帝即位后，陋规又告泛滥。孙嘉淦曾表示，养廉不及火耗之“少半”，官员实际收入仍是锐减，而乾隆朝不可避免的通货膨胀更影響火耗归公改革，終於陋规又死灰复燃。道光以後，多次对陋规进行改革，但都以失败收場，伴随清朝滅亡。